# コンディトライ

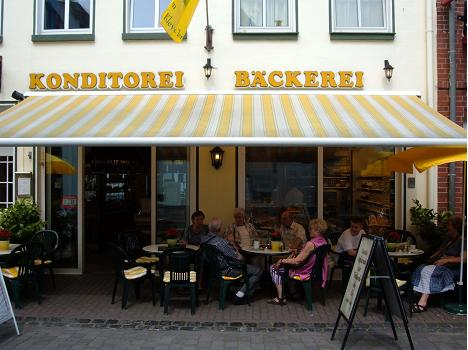
クサンテンにあるコンディトライ兼ベーカリー

コンディトライ (Konditorei) は、ドイツやオーストリア、イスラエル、北欧圏などでも見られるパティスリーとカフェを併設した店舗の事である。
ケーキ、トルテ、菓子類（アプフェルシュトゥルーデル、プチフール、プラリネ、アイスクリーム）、コーヒー、ホット・チョコレート等が提供される。

## 営業形態
コンディトライはペイストリーを販売する一方、コーヒーやソフトドリンクを提供し、多くの店舗ではビール、蒸留酒も提供する。昼食の時間帯に軽食を提供する場合もある。 レストランとの主な違いは、品揃えと営業時間である。
主な店舗の営業時間は、平日午前9時から午後6時、それから土曜日の午後だけである。
最近の傾向では、繁華街やショッピングモールで営業時間を延長して営業する店が増えて成功しているが、都心から離れた小店舗は20世紀後半以降廃業しつつあるのが現状である。

## 語源
コンディトライは普通のパン屋と違い普通のパンは作らず、砂糖漬けのフルーツや甘いパンなどの商品を作り、それらの芸術性に重きを置いている。
それらを使う事から、Konditor（コンディトライの料理長）の語源は、「果物の砂糖漬け」を意味するラテン語のcandireに由来する。それとは別にラテン語の「conditura, ae, f (condio)」、「（食べ物を）製造＋（フルーツを）保存」 から来ているという説もある。
1700年代初頭にはコンディターとコンディトライという言葉が確認されている。